# صحراميدان
صحراميدان (بالفارسية: صحرامیدان) هي قرية تقع في قسم نيوان الريفي في إيران.